# Tharston
Tharston är en by i civil parish Tharston and Hapton, i distriktet South Norfolk, i grevskapet Norfolk i England. Byn är belägen 2 km från Long Stratton. Civil parish hade 269 invånare år 1931. Byn nämndes i Domedagsboken (Domesday Book) år 1086, och kallades då Ster(e)stuna/Therstuna.